# 粟山明
粟山 明（もみやま あきら、1921年1月23日 - 2006年9月21日）は、日本の政治家。自由民主党衆議院議員。衆議院議員を務めた粟山博は義父、同じく衆議院議員を務めた粟山秀は姉。

## 来歴・人物
東京府立一中、山形高校を経て、1944年（昭和19年）京都帝国大学農学部卒業後、木下産商（現：三井物産）、新日本製鐵勤務を経て、1976年（昭和51年）の第34回衆議院議員総選挙に旧福島1区から自民党公認で立候補するも落選（次点）。1979年（昭和54年）の第35回衆議院議員総選挙で初当選。以後当選3回。厚生政務次官などを務めたが、1990年（平成2年）の第39回衆議院議員総選挙で落選し、地盤を根本匠に譲り引退した。
2006年9月21日午後11時29分、咽頭がんのため東京都千代田区の病院で死去、85歳没。